# Кометний лід

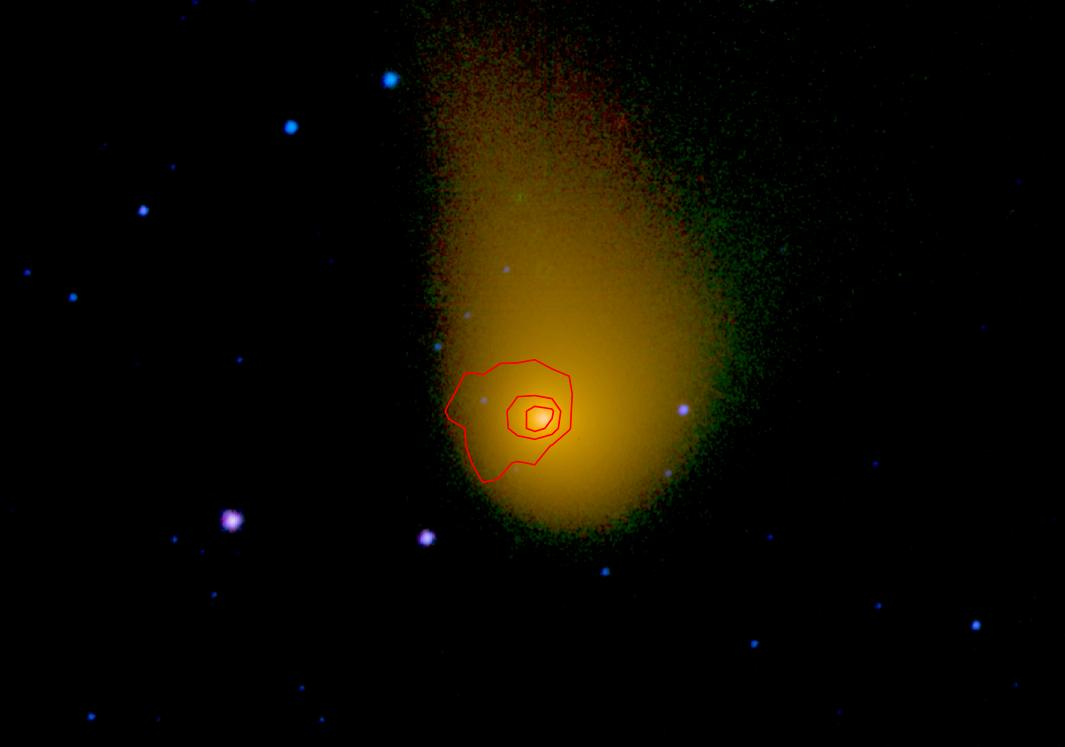
Комета C/2006 W3 (Chistensen). Жовтим показано поширення пилу, червоним — випромінювання CO й CO_{2} на довжинах хвилі близько 4,6 мкм.

Кометний лід — сукупність замерзлих газів, які разом з пилом формують ядро комети. Сучасні знання про склад кометного льоду переважно ґрунтуються на досить численних дослідженнях коми, яка розвивається внаслідок сублімації льоду з наближенням комети до Сонця. Однак деяку важливу інформацію здобуто й завдяки космічним місіям. Безсумнівно, основним компонентом кометного льоду є водяний лід. Значними компонентами є льоди CO та CO2.
Що стосується співвідношення речовин у ядрі, то шляхом моделювання знайдено співвідношення за масою 1:1:1 для силікатної речовини, органіки й льоду. Виміряне відношення викинутого пилу до газу для комети Чурюмова — Герасименко, яка вважається «запиленою», становить приблизно 4:1 за масою. Для комети Галлея під час зближення з «Джотто» відношення маси пилу до газу становило близько 2:1; подібні або дещо більші значення отримано і для багатьох інших комет.

## Дослідження кометного льоду
Людство тисячі років спостерігає комети, однак більшість цього часу нічого не знаючи про їхню природу. У XVIII столітті деякі вчені зробили правильні гіпотези щодо
складу комет. У 1755 році Іммануїл Кант припустив, що комети складаються з деяких летючих речовин, чиї випаровування призводять до виблискування поблизу перигелію. У 1950 році Віпл запропонував льодоконгломератну модель будови кометного ядра, за якою ядро є конгломератом із льодів та нелетких складових. Ця модель була підтверджена багатьма спостережними доказами.
Сучасні знання про склад кометного льоду переважно ґрунтуються на численних дослідженнях коми, яка розвивається внаслідок сублімації льоду з наближенням комети до Сонця. Прямі дослідження поверхні ядра космічними апаратами обмежені через дуже малу їхню кількість і різні методи досліджень при цьому. Отже, вивчення різноманітності комет, яке потребує статистичного підходу, може бути досягнуто тільки програмами дистанційних спостережень.
Під час спостережень коми фіксують дочірні та батьківські молекули. Дочірні молекули утворені шляхом фотодисоціації батьківських, а останні безпосередньо виділяються з ядра. Найбільш поширеною батьківською молекулою є H2O, продуктами дисоціації якої є H + OH у більшості випадків і, рідше, H2 + O. Також фотодисоціацією води можна пояснити утворення радикала H2O+. Іншими батьківськими молекулами є CO, CO2, CH4, NH3, HCN, H2CO, H2S, а дочірніми — CN, CS, CO (яка, як видається, може бути й батьківською й дочірньою). Дочірні молекули й радикали в основному виявляються у видимому й ультрафіолетовому частинах спектру, а батьківські молекули краще виявляються за допомогою інфрачервоної й міліметрової спектроскопії.
З розвитком космічної ери стали можливими дослідження комет за межами земної атмосфери. Першим космічним апаратом, який виконав дослідження комети, був International Cometary Explorer. 11 вересня 1985 року він пролетів крізь хвіст комети 21P/Джакобіні — Ціннера і дослідив магнітні поля, утворені при взаємодії комети з сонячним вітром. Далі були дослідження комети Галлея у 1986 році апаратами «Вега-1», «Вега-2», Giotto, Suisei, Sakigake. Ці апарати виміряли масу, розміри ядра, виявили, що ядро вкрите нелетючими чорними пиловими речовинами і тільки незначна частина — льодом. Ці апарати дослідили пилові частинки комети — їхній склад і розміри. У ході місії НАСА Deep Impact у 2005 році була здійснена спроба вивчення внутрішнього складу комети 9P/Tempel. Ударний пристрій зіткнувся з ядром комети, утворивши кратер і вивільнивши речовину, сховану під корою комети. Дослідження показало, що комета неоднорідна за хімічним складом, на поверхні до зіткнення були лише невеликі плями льоду. Після перших двох секунд після зіткнення вивільнена речовина включала дрібні кристали водяного льоду, велику кількість CO2 і дуже велику кількість органіки. Важливість льоду діоксиду вуглецю відносно льоду монооксиду вуглецю в кометах є одним із значних відкриттів у ході місії. Об'ємна густина ядра є настільки низькою (оцінена в 0,6 г/см³), що все ядро має бути дуже пористим. Наступна значна кометна місія — Rosetta, яка вивчала короткоперіодичну комету 67P/Churyumov–Gerasimenko. Ядро цієї комети теж має малу об'ємну густину, ≈ 0,5 г/см³. Апарат Rosetta не виявив ділянок льоду на поверхні. Прихований під поверхнею лід перебуває переважно в кристалічній формі. Це означає, що комета утворилася в протосонячній туманності, отже, того ж віку, що й Сонячна система. Ці результати були отримані шляхом аналізу даних із приладів Rosina, розміщених на борту космічного апарата Rosetta. Завдяки мас-спектрометру Rosina в жовтні 2014 вперше виміряли кількість молекулярного азоту (N2), окису вуглецю (СО) й аргону (Ar) у кометному льоді.

## Склад кометного льоду
Основним компонентом кометного льоду є водяний лід. Спостереження коми комети Галлея за допомогою космічних апаратів, доповнені наземними спостереженнями, дали змогу отримати склад кометного льоду: 80 % — H2O, 10 % — CO, 3,5 % — CO2 за кількістю молекул. Решта — це льоди CH4, NH3, H2CO, CH3OH та інших сполук вуглецю й азоту. Важлива деталь — це докази того, що деякі з молекул води, ймовірно, присутні в хімічному поєднанні з кам'янистими й вуглецевими матеріалами, як гідроксильна вода. Крім того, є можливим, що пропорції різних льодових матеріалів присутні в клатратах, де один матеріал укладений у кристалічну структуру іншого. Зокрема, досить відкрита кристалічна структура водяного льоду може легко обплітати молекули інших льодових речовин, таких як CO.
Аналіз водяної пари 11 комет, як коротко, так і довгоперіодичних, показав, що ізотопний склад помітно відрізняється від складу земної води. На Землі на кожні 10 тисяч молекул води доводиться три атоми дейтерію (D), а на кометі замерзлої «важкої води» приблизно втричі більше. Лише водяна пара комети Хартлі-2 містить подібну із земними океанами кількість дейтерію. Питання ізотопного складу кометного водяного льоду привертає увагу, зважаючи на теорію про кометне походження складних органічних сполук, з яких згодом сформувалося життя на Землі. Якщо брати до уваги лише відношення D/H, то воно допускає походження до 50% земної води. Однак, якщо взяти до уваги надмірний вміст у кометному матеріалі аргону, благородних металів та благородних газів, то розрахований кометний вклад до води Землі менший ніж 1%.

## Активність віддалених комет
На відстанях приблизно 3 а.о., за температур поверхні ≈160–170 K, сублімація водяного льоду починає ставати значущою для ядра комети і є панівною на ближчих відстанях. Однак активність комет спостерігається на значно більших відстанях. Сублімацією льодових зерен з гала навколо ядра можна пояснити типовий розвиток віддаленої активності комет. Також це може бути основним джерелом емісії OH, HCN, CH3OH, H2CO, та H2S комети Хейла-Боппа на відстанях 3–6 а.о. Виробництво HCN і CO2 істотно поступається виробництву CO для далеких комет. Спостережні вузькі профілі ліній CO вказують на ядерне походження цього газу за межами ≈4 а.о. Оскільки температура сублімації льоду CO складає 24 K, вона можлива на відстанях понад 5 а.о..
Однак модельні дослідження вказують на те, що кращим джерелом віддаленої активності комет є аморфний водяний лід, який укритий тонкою пористою пиловою мантією із захопленими у невеликій кількості CO й CO2. На відстанях ≈4–7 а.о. поблизу поверхні ядра комети аморфний водяний лід екзотермічно (з вивільненням енергії) переходить у кристалічний лід і вивільняє захоплені гази й пил. Кометний лід первинно цілком аморфний, бо динамічна еволюція почалася далеко від Сонця й еволюція в кристалічний лід починається у внутрішніх зонах Сонячної системи. Додатково треба зазначити, що у випадку, якщо вісь обертання кометного ядра перпендикулярна до площини екліптики, то обидва механізми активності (фазовий перехід та сублімація CO) максимізуються.
Ще один процес відбувається в аморфному льоді, який спостерігається починаючи від ≈37 К і триває, поки не починається фазовий перехід зі 120 К. Мова йде про відпал аморфного льоду. Активність динамічно нових комет на відстанях, що перевищують ≈11 а.о. можна пояснити тільки відпалом аморфного льоду, а за активність динамічно нових комет на відстанях ≈7–11 а.о., ймовірно, відповідають і відпал і аморфно-кристалічний фазовий перехід водяного льоду, залежно від альбедо ядра, швидкості обертання й теплових параметрів. Під час відпалу молекули води перевпорядковуються, щоб знайти більш вигідні конфігурації нижчої енергії, і при цьому пористість зменшується, а зайві молекули вичавлюються. Енергія активації відпалу <10 кДж/моль, а для фазового переходу — 44±2 кДж/моль. Найбільша відстань, на якій спостерігалося виділення монооксиду вуглецю — це 14 а.о., з ядра комети Хейла-Боппа.